# Шарл Нодие
Жан-Шарл-Еманюѐл Нодиѐ (на френски: Jean Charles Emmanuel Nodier) е влиятелен френски писател, поет, драматург, лексикограф и библиотекар, въвежда младото поколение романтически автори във фантастичното, готическата литература и вампирските истории. Произведенията му, свързани със сънищата, повлияват на късното творчество на Жерар дьо Нервал

## Биография

### Детство и юношество
Роден е в Безансон, Франция, близо до границата с Швейцария. Завършва училище в родния си град, където на шестнадесет години (1796) основава “тайно общество” на Филаделф, което включва и някои негови колеги от Централното училище на Департамента в Дуб. През 1793 г. спасява живота на дама, обвинена за изпращане на пари на политически емигрант, заявявайки на баща си, че ако тя бъде осъдена, той ще отнеме живота си. Бива изпратен в Страсбург, където учи с Евлогий Шнайдер, известен якобинец и прокурор на Елзас, но много добър теолог и учен. По време на избухването на Френската революция, баща му е назначен за кмет на Безансон, а след това и за началник на полицията на града, като така взима участие в тиранията на якобинците, без да споделя техните принципи. Нодие обаче за известно време е ревностен гражданин и става член на якобинците на дванайсет години. Будният му ум, както и любопитството му, библиофилските, журналистическите и литературните му интереси го въвличат в политическите процеси и всичко около тях, включително отравяния на политици. След преврата на 18 брюмер 1799 г., който поставя Наполеон начело на страната, Нодие изразява разочарованието си от провала на Революцията чрез ода, наречена красноречиво “Наполеона”. Това води до неговото арестуване и изпращане в затвора "Сен-Пелаж".

### Живот и дейност
По време на "Режима на терора" баща му го предава на грижите на Жустин Жиро-Шантран, при когото изучава английски и немски. Жиро-Шантран успява да развие любовта му към книгите, съчетана с живия интерес към природата, който той проявява от ранна възраст. По-късно Нодие става библиотекар в родния си град. След като е свързан с дейността на някои подозрителни за режима лица, полицията нарежда книжата му да бъдат инспектирани, но при проверката не е открито нищо съществено. Занимава го ентомологията, наравно с филологията, художествената литература, както и писането по политически въпроси. През 1803, заради сатира за Наполеон , лежи няколко месеца в затвора.
Впоследствие напуска Париж, където се е преместил след загубването на поста в Безансон и в продължение на няколко години се мести между различни градове в Жура. Докато траят тези странствания, Нодие пише романа си Le peintre de Salzbourg, journal des émotions d’un coeur souffrant, suivi des Meditations du cloître [2] (1803). В Дол, на 31 Август 1808, се жени за Дезире Шарв.
През Декември 1812 г. се мести в Любляна , която по това време е столица на
новосъздадените Илирийски провинции . През 1813 г. е последният редактор на многоезичния вестник Официален телеграф на Иилирийските провинции (Télégraphe officiel des Provinces Illyriennes), който излиза на френски, немски и италиански. Там, през 1812 г. написва първата чернова на романа си Жан Сбогар, публикуван през 1818 г. След евакуацията на френските войски от илирийските провинции през 1813 г., се завръща в Париж и по време на Реставрацията е смятан за роялист, макар че запазва по-скоро републикански уклон. Назначен е за библиотекар в Bibliothèque de l’Arsenal, какъвто остава до края на живота си. Приет е като член на Френската академия през 1833г., както и на Френското ентомологично общество при учредяването му през 1832 г. Става и кавалер на Ордена на почетния легион . Умира на 63 години в Париж.
Двадесетте години в библиотеката на арсенала са най-важните и продуктивните в кариерата на Нодие. Имайки удобството и ползите, които носи постоянният дом, в който той събира и изучава редки и необичайни книги, Нодие има възможността да създаде известния литературен салон, познат като Сенакъл (Le Cénacle) . Около него се заформя група от млади литератори, някои от които по-късно придобиват световно признание: Виктор Юго, Алфред дьо Мюсе, Алфонс дьо Ламартин и Жерар дьо Нервал. Александър Дюма също включва спомените си за Нодие в новелата си Дамата са кадифеното колие (La Dame au Collier de Velours). Самият Нодие е страстен почитател на Шекспир, Лорънс Стърн и Гьоте.
Смята се за родоначалник на “черния романтизъм” във Франция, който се характеризира с интерес към загадъчното, макабреното, окултното и некромантията. Оказва силно влияние към по-младите Теофил Готие и Нервал чрез поетиката на сънищата и фантастичното. 
Най-известни и значими сред произведенията му са разказите с фантастичен характер, вдъхновени от антични автори, приказки и митове. Често в текстовете към основния сюжет прибавя части от статии и библиографски справки, с което се доближава до някои от произведенията на Томас де Куинси. Примери за това се откриват в тома със заглавие Mélanges tirés d'une petite bibliothèque, чието първо издание е от 1829 година. Някои от ранните си произведения пише под псевдонима граф Максим Оден, като например Младежки спомени, където се представя като редактор. Подобен похват използва и в един от най-известните си разкази Смара, или демоните на нощта (1821), но в предговора към второто издание открито заявява авторството си. Съставя речник на френския език (Dictionnaire universel de la langue française, 1823), който има широка употреба преди появата на речника на Литре, но се предполага, че Нодие не го е съставил изцяло сам. През 1832 година в 12 тома са издадени Œuvres complêtes, но по това време Нодие все още не е написал някои от произведенията, които впоследствие стават най-известни.
Занимава се с театър за няколко години, след като адаптацията му за сцена на разказа Вампирът на Джон Уилям Полидори (Le Vampire, 1820) е посрещната с успех. Някои от пиесите, които преработва и поставя са Bertram ou le Pirate (1822) по мотиви от Bertam, or The Castle of St. Aldobrand на Чарлз Матюрин и Le Monstre et le Magicien (1826) - адаптация на английска пиеса, вдъхновена от романа на Мери Шели Франкенщайн. Нодие също така превежда и преработва италианската пиеса от Камило Федеричи Le Delateur през 1821. Въпреки успеха му в театъра, той скоро губи интерес и в края на 20-те години на XIX век се посвещава на литературата и по-специално на приказните новели.
В книгата си Main Currents in Nineteenth Century Literature Георг Брандес описва приноса на Нодие за епохата на Романтизма. Нодие издава и каталога на личната си библиотека под заглавието Description raisonnée d'une jolie collection de livres (1844).

## Известни творби
- Stella, ou Les Proscrits (1802) – роман за юноши, който впоследствие Нодие не включва в събраните си съчинения
- Le Dernier Chapitre de Mon Roman (1803) - кратък роман
- Le Peintre de Salzbourg, Journal des Émotions d'un Cœur Souffrant (1803) - роман
- Les Tristes, ou mélanges tirés des tablettes d'un suicidé (1806) – сборник с макабрени романтически текстове, който включва първата приказна новела на Нодие Un Heure, ou la Vision и есето Les Méditations du Cloître, вдъхновено от Шатобриан.
- Le Chant des Morlaques (1814) – кратко есе, включено към текстовете му, посветени на сънищата.
- Contes fantastiques (1814) – сборник с фантастични разкази.
- Jean Sbogar, Histoire d'un Bandit Illyrien Mysterious (1818) – роман, готически романс с политически елементи, чието действие се развива предимно в Илирия.
- Thérèse Aubert, Roman d'Amour Pendant les Guerres Vendéennes (1819) – романтична история в навечерието на Френската революция
- Le Vampire (1820) – пиеса, адаптация на разказа на Джон Уилям Полидори.
- Adèle (1820) – епистоларна новела.
- Smarra, ou les Démons de la Nuit, conte fantastique (1821) – разказът на Нодие с най-голямо влияние, част от цикъла му разкази, посветени на сънищата, вампирски разказ с препратка към думата за “кошмар”, използвана в Далмация.
- Trilby, ou le Lutin d'Argail, conte fantastique (1822) - Трилби, или таласъмът от Аргайл – една от най-известните му творби, сюжетът е приказен, а действието се развива в Шотландия.
- Infernaliana (1822) – книга с кратки разкази за призраци и вампири, подбрани от по-ранни източници.
- Le Songe d'Or, ou Arlequin et l'Avare, Pantomime Anglais en 11 Tablaux (1828) – пантомима, която през 1832 адаптира като разказ.
- Mélanges tirés d'une petite bibliothèque (Paris: Crapelet, 1829)
- Histoire du Roi de Bohême et de ses Sept Châteaux (1830) – експериментален роман
- De Quelques Phénomènes du Sommeil (1831) – кратък текст, един от тези, посветени на сънищата, по-късно публикуван и под заглавието Le Pays des Rêves.
- M. de la Mettrie, ou les Superstitions (1831) – разказ, част от цикъла, посветен на сънищата.
- Souvenirs de Jeunesse (1832) – (Souvenirs of Youth) – сборник с новели, който съдържа Séraphine, Clémentinе, Amélie и Lucréce et Jeannette. По-късните издания включват Thérèse. Посветен на Алфонс дьо Ламартин .
- La Fée aux Miettes, conte fantastique (1832) – (Феята на трохите) – роман, един от най-известните на Нодие. Преставлява сатирична приказка, чието действие се развива в Шотландия.
- Mademoiselle de Marsan, conte fantastique (1832) – готически разказ.
- Jean-François les Bas-Bleus (1832) – разказ.
- Le Dessin de Piranèse (1833) – описателно есе, част от творбите на Нодие, свързани със сънищата. Публикувано е и като Piranèse в съкратен вариант през 1836.
- Hurlubleu (1833) – новела.
- Franciscus Columna (1844) - заглавна страницаLa Combe de l'Homme Mort (1833) – разказ с елементи на ужаса.
- Trésors des Fèves et Fleurs des Pois (1833) – разказ.
- M. Cazotte (1834) – разказ.
- Des Hallucinations et des Songes en Matière Criminal (1835) – есе, включено към текстовете, посветени на сънищата.
- Paul ou le Resemblance (1836) – разказ.
- Inès de Las Sierras (1837) – готическа новела, чието действие се развива по времето на нощна буря. Александър Дюма изказва недоволството си пред Нодие от края на новелата, в който е дадено рационално обяснение на сюжета, Нодие приема критиката. Това е записано в новелата на Дюма La Femme au Collier de Velours, която започва с творчески портрет на Нодие.
- Les Quatre Talismans, et La Légende de Sœur Beatrix (1838) – две приказни новели, втората с препратки към християнството.
- La Neuvaine de la Chandeleur, et Lydie (1839) – новела и разказ.
- Franciscus Columna (1844) – новела.

## Музикални адаптации
Новелата от 1822 г. на Нодие Трилби вдъхновява балета в две действия Силфида на Адолф Нури от 1832 г. През 1870 г. новелата е адаптирана за друг балет, озаглавен Трилби, от големия хореограф Морис Петипа, балетмайстор на Царския петербургски балет в Русия.
Либретото на операта на Джон Барнет Планинския силф, което е по балета на Нури, също пресъздава Трилби на Нодие.

## Признание
Има улици във Франция, които носят името на Шарл Нодие, като те се намират в квартал Монмартър в Париж, в Пантен, в Реймс и в Безансон.
Френският културен институт в Любляна, основан през декември 1966г., през 1983г. е наименуван Френски културен център “Шарл Нодие”, сега Френски културен институт “Шарл Нодие”. Помещава се от лявата страна на “Любляница”, между площад “Прешерн” и моста “св. Димитър”. От 1994 до 2008 институтът периодично публикува бюлетин, озаглавен “Малкия Нодие”. От 1985 бронзов бюст на Нодие е поставен в ъгъла на сградата. Скулптор е Яков Брдар, а стилът е съобразен с архитектурата на сградата, проектирана от Марян Оцвирк. Бюстът е с остър поглед, ярки  черти и е издържан в сецесионов стил.